# Кефели, Иосиф Моисеевич
Ио́сиф (Иосиф-Шеломо́) Моисе́евич Кефели́ (1846, Евпатория, Таврическая губерния — 27 мая 1927, Одесса) — караимский религиозный деятель, газзан и меламмед.

## Биография
Родился в 1846 году в семье евпаторийского меламмеда Моисея Яковлевича Кефели (1812—1884), принадлежавшего к евпаторийскому мещанству. Мать — Сара Кефели (урожд. Ходжаш), умерла в 1900 году в Симферополе. В 1861 году получил от караимского духовного правления свидетельство о прохождении «известного курса библейского языка». Первое время занимался коммерцией, перешёл в сословие николаевских купцов. Владел в Николаеве домом по ул. Столярной, 5. В 1884 году с разрешения императора стал одним из трёх уполномоченных караимского общества Николаева для «сбора добровольных пожертвований на усиление средств николаевского караимского училища» среди единоверцев Российской империи.
С 1900 по 1904 год служил младшим газзаном в симферопольской кенассе. Преподавал караимское вероучение в караимском женском бесплатном училище. В Симферополе проживал в собственном доме по ул. Фонтанной, 18.
С 1904 года — старший газзан в Одессе. В ноябре 1910 года принимал участие в Первом национальном караимском съезде в Евпатории. 4 января 1912 года присутствовал на похоронах Таврического и Одесского караимского гахама С. М. Панпулова, где произнёс речь на татарском языке. В 1914 и 1915 годах входил в состав делегаций, встречавших императора Николая II на железнодорожном дебаркадере «Одесса-Главная».
На поприще общественной деятельности известен как казначей Одесского караимского благотворительного общества. После Февральской революции участвовал в деятельности религиозно-национальной секции Одесского общества объединения караимов.
Умер 27 мая 1927 года в Одессе. Перезахоронен на Третьем еврейском кладбище.

### Семья
Жена — Арзу Вениаминовна Кефели (1855—1953), дочь николаевского купца Вениамина Давидовича Сакизчи и Берухи Иосифовны Ага. Имели 4 дочерей и 3 сыновей:
- Яков Иосифович Кефели (1876—1962) — доктор медицины, экономист, действительный статский советник. Участник русско-японской, Первой мировой и гражданской войн. Автор книги «Порт-Артур. Воспоминания участников». Умер в эмиграции в Париже[11].
- Виктор (Вениамин) Иосифович Кефели (1891—1974) — зубной техник, юрист[12]
- Михаил (Моисей) Иосифович Кефели (1893—1966) — инженер, изобретатель, масон. Участник Первой мировой и гражданской войн. Эмигрировал, умер в Париже[13]
- Елена (Эстер) Иосифовна Кефели (в замужестве Бородина; 1881—?), врач по глазным болезням, работала в Ленинграде[14]
- Серафима (Сарра) Иосифовна Кефели (в замужестве Мироян; 1883—1934)
- Анна Иосифовна Кефели (в замужестве Катык; 1887—1966)
- Вера (Беруха) Иосифовна Кефели (в замужестве Шамаш; 1900/1902—1988, Одесса)[15]

В Одессе семья газзана проживала по ул. Ришельевской, 33.
Брат — Аарон Моисеевич Кефели (1849—1913), газзан в Кременчуге и Мелитополе.

## Награды
- Серебряная медаль с надписью «За усердие» для ношения на груди на Аннинской ленте (1905)[6]
- Золотая медаль с надписью «За усердие» для ношения на груди на Аннинской ленте (1912)[17]
- Cеребрянаяя медаль с надписью «За усердие» для ношения на шее на Владимирской ленте (1915)[18]